# Joachim Regelien
Joachim Regelien (* 25. Juni 1941 in Berlin) ist ein deutscher Schauspieler.
Regelien war seit den späten 1960er Jahren im Fernsehen zu sehen. Seinen wohl bekanntesten Auftritt hatte er in der Fernsehserie Kara Ben Nemsi Effendi. Bis heute ist er immer wieder in Gastrollen zu sehen, vor allem in Krimis. Daneben gehörte er zur Stammbesetzung der Serien Nicht von schlechten Eltern und Die Schule am See. Gelegentlich übernahm er auch Buchlesungen.
Regelien war zeitweise verheiratet mit der Schauspielerin Judy Winter.

## Filmografie (Auswahl)
- 1968: Maß für Maß
- 1971: Jaider – der einsame Jäger
- 1972: Geradeaus bis zum Morgen
- 1973–1975: Kara Ben Nemsi Effendi (14 Episoden)
- 1975: Die großen Detektive
- 1975: Der Kommissar – Die Kusine
- 1975: Bitte keine Polizei – Zwei falsche Gulden
- 1976: Vier gegen die Bank
- 1976: Graf Yoster gibt sich die Ehre – Goldschatz gesucht
- 1977: Aufforderung zum Tanz
- 1978: SOKO 5113 (drei Folgen)
- 1978: Kläger und Beklagte – Vom Regen in die Traufe (TV-Serie)
- 1979: Beate S.
- 1979: Sonne, Wein und harte Nüsse – Die Sache mit der Madonna
- 1984: Ein Fall für zwei – Auf eigene Gefahr
- 1984: Das Rätsel der Sandbank
- 1985: Loose Connections
- 1986: Tante Tilly
- 1987: Das Rätsel der Sandbank
- 1989: Peter Strohm – Tod eines Freundes
- 1989: Ein Fall für zwei – 70.000 bar
- 1990: Ein Fall für zwei – Roter Freitag
- 1992: Großstadtrevier – Lebensretter
- 1993–1995: Nicht von schlechten Eltern (neun Folgen)
- 1994: Wolffs Revier – Palermo ist nah
- 1994: Ein letzter Wille
- 1995: Tatort – Tod eines Polizisten
- 1995: Freunde fürs Leben (zwei Folgen)
- 1995: Kinder des Satans
- 1996: Tatort – Der kalte Tod
- 1997: Tatort – Ausgespielt
- 1997: Obsession
- 1999: Der Hurenstreik – Eine Liebe auf St. Pauli
- 1999: Tatort – Traumhaus
- 2000: Die Schule am See (fünf Folgen)
- 2000: Adelheid und ihre Mörder – Blütenzauber
- 2000: Anja & Anton – Ein Pferd für Natalie
- 2001: Die Rettungsflieger – In der Schusslinie
- 2003: Tatort – Väter
- 2004: Die fremde Frau
- 2004: Tatort – Schichtwechsel
- 2004: Tatort – Verraten und verkauft
- 2005: Tatort – Schattenhochzeit
- 2005: Tatort – Scheherazade
- 2005: Jetzt erst recht! – Das Geheimnis der siebten Querstraße (TV-Serie)
- 2006: M.E.T.R.O. – Ein Team auf Leben und Tod – Raubgräber–Virus
- 2006: Küstenwache – Angst vor der Wahrheit
- 2008: Der Landarzt – Schrecksekunde
- 2009: Tatort – Borowski und die Sterne
- 2010: SOKO Wismar – Kurzschluss
- 2012: Heiter bis tödlich: Nordisch herb – Das Wunder von Husum
- 2012: Großstadtrevier – Wunderbare Zukunft
- 2019: Deutschstunde